# Fonnyadt Zsolt
Fonnyadt Zsolt (Keszthely, 1968. február 7. –) labdarúgó, csatár.

## Pályafutása
1988 és 1993 között a Ferencváros labdarúgója volt. A Fradival két-két alkalommal szerzett bajnoki ezüst- és bronzérmet. Egy Stuttgarter Kickers elleni előkészületi meccsen megsérült, ami élvonalbeli pályafutásának a végét jelentette. 1993 tavaszán három mérkőzésen a Budafoki MTE csapatában szerepelt, majd két idényt játszott a Keszthelyi Haladás együttesében.

## Sikerei, díjai
- Magyar bajnokság
  - 2.: 1988–89, 1990–91
  - 3.: 1989–90, 1992–93
- Magyar kupa
  - döntős: 1989